# 타니트

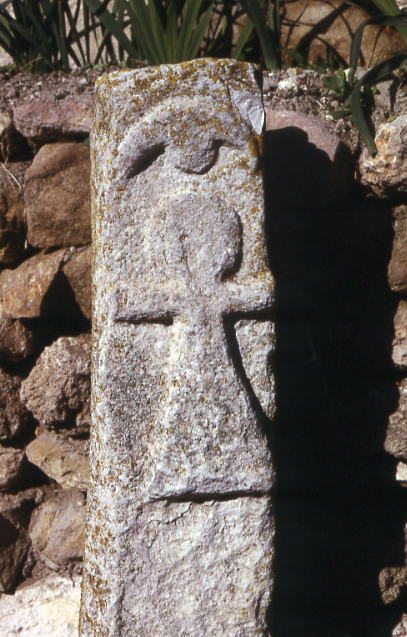
타니트의 상징

타니트(Tanit)는 달의 여신으로 숭배되던 카르타고의 최고의 신이다. Tinith, Tinnit, Tint라고도 부른다. 카르타고의 다른 신인 아스타르테와 함께 널리 알려져있다. 타니트는 바알 함몬의 배우자였다. 별칭은 바알의 얼굴. 타니트는 카르타고 외에도 몰타와 사르데냐, 스페인 등지에서도 숭배되었다.

## 같이 보기
- 앙크
- 이시스